# Чокан
Чокан (長寛) је јапанска ера (ненко) која је настала после Охо и пре Еиман ере. Временски је трајала од марта 1163. до јуна 1165. године и припадала је Хејан периоду. Владајући цареви били су Ниџо и Рокуџо.

## Важнији догађаји Чокан ере
- 1163. (Чокан 1, први месец): Таира но Шигемори (1138–1179) унапређен је из друге у трећу класу дворјана царске хијерархије.[3]
- 1163. (Чокан 2, други месец): Велики број будистичких свештеника се окупио у храмовима Тодаи-џи и Кофуку-џи како би рецитовали молитве за просперитет царске породице.[3]
- 14. септембар 1164. (Чокан 2, двадесетшести дан осмог месеца): Бивши цар Сутоку умире у 46 години.[4]